# جرثقیل فرود
با جرثقیل هوایی اشتباه نشود.

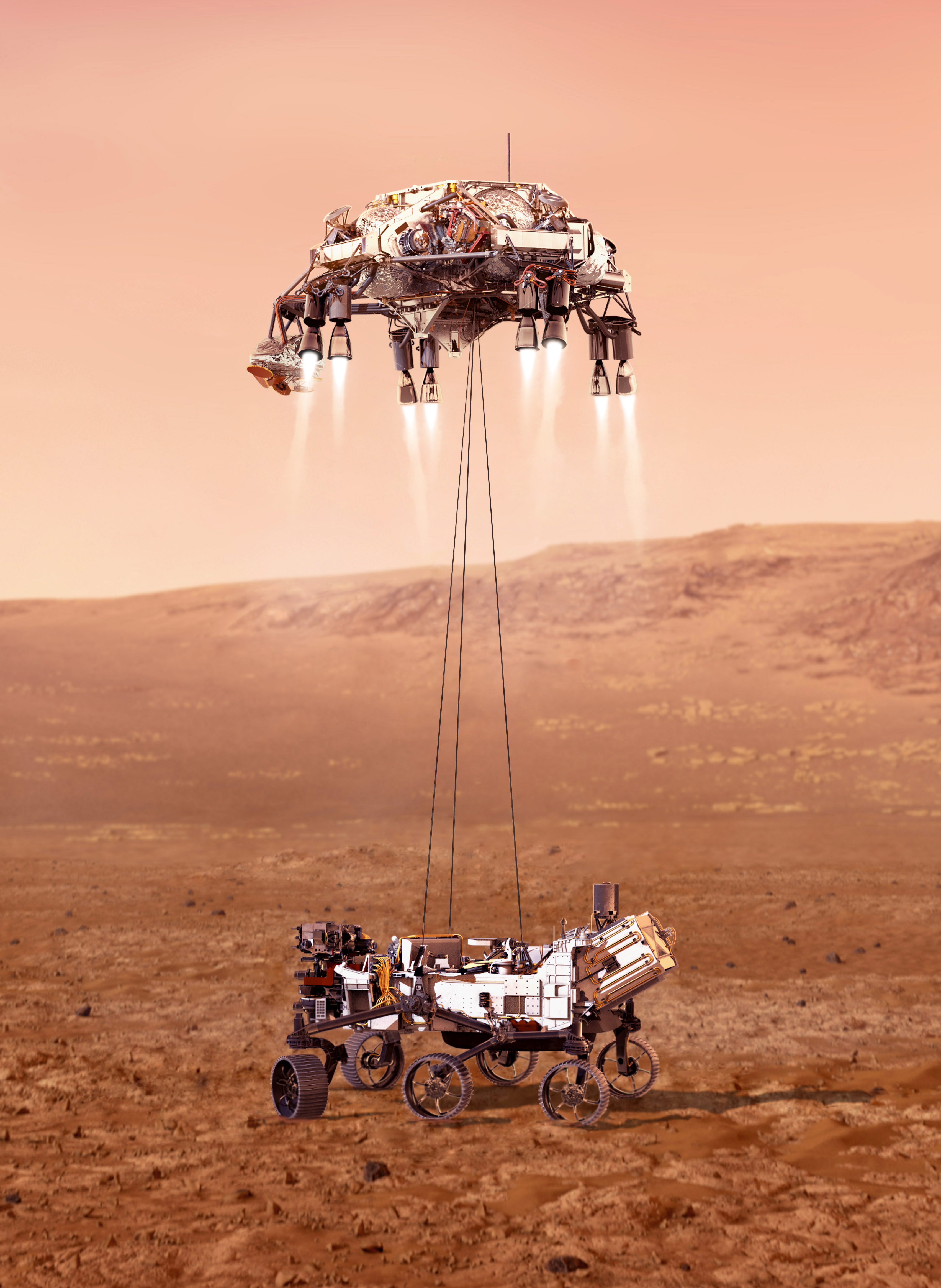
تصویری از مریخ‌نورد استقامت، متصل به جرثقیل فرود.

جرثقیل فرود (انگلیسی: Sky crane) دستگاهی برای فرود نرم است که در آخرین بخش از توالی ورود به جو (EDL) توسط ناسا و آزمایشگاه پیش‌رانش جت برای دو مریخ‌نورد بزرگ کنجکاوی  و استقامت  توسعه داده شد. در حالی که مریخ‌نوردهای پیشین از کیسه‌های هوایی برای فرود استفاده می‌کردند، وزن Curiosity و Perseverance بیش از حد بود که بتوان این روش را به کار برد. در نتیجه، سامانه‌ای ترکیبی از چتر نجات و جرثقیل فرود طراحی شد. جرثقیل فرود سکویی است با هشت موتور که مریخ‌نورد را با استفاده از سه بند نایلونی پایین آورده و آن را به آرامی فرود می‌آورد.
مراحل EDL با ورود فضاپیما به جو مریخ آغاز می‌شود. مهندسان این فرآیند را "هفت دقیقه ترس" نامیده‌اند.

## پیش‌زمینه
اولین مریخ‌نورد ناسا، سوجورنر  (در رهیاب مریخ)، و مریخ‌نوردهای دوقلو روح و فرصت از ترکیبی از چتر نجات، موشک ترمزی و کیسه هوا برای فرود استفاده می‌کردند. کنجکاوی  که در سال ۲۰۱۱ پرتاب شد، نزدیک به ۹۰۰ کیلوگرم وزن داشت و برای فرود با این روش بسیار سنگین بود، زیرا کیسه‌های هوایی مورد نیاز برای آن وزن زیادی داشتند که برای پرتاب مناسب نبودند. بنابراین، سیستمی شامل یک سپر هوایی محافظ، چترهای فراصوت و جرثقیل فرود توسط آزمایشگاه پیش‌رانش جت (JPL) تحت نظارت آدام استلتزنر طراحی شد.
جرثقیل فرود مانند یک بالگرد عمل می‌کند، و تیم طراحی حتی با مهندسان و خلبانان سیکورسکی اس-۶۴ اسکای‌کرین مشورت کردند.

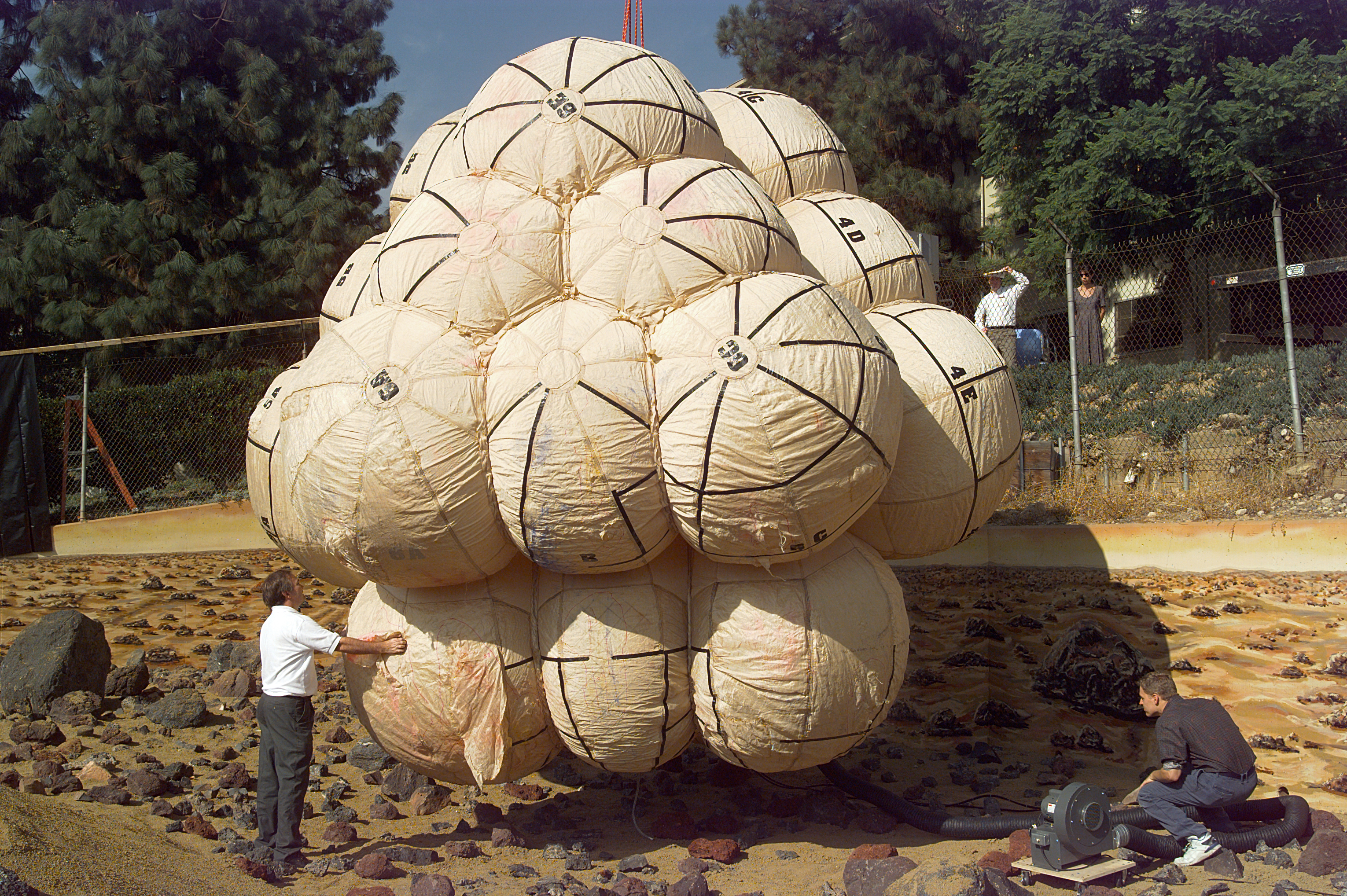
کیسه‌های هوایی مورد استفاده برای مریخ‌نوردهای Sojourner، Spirit و Opportunity.
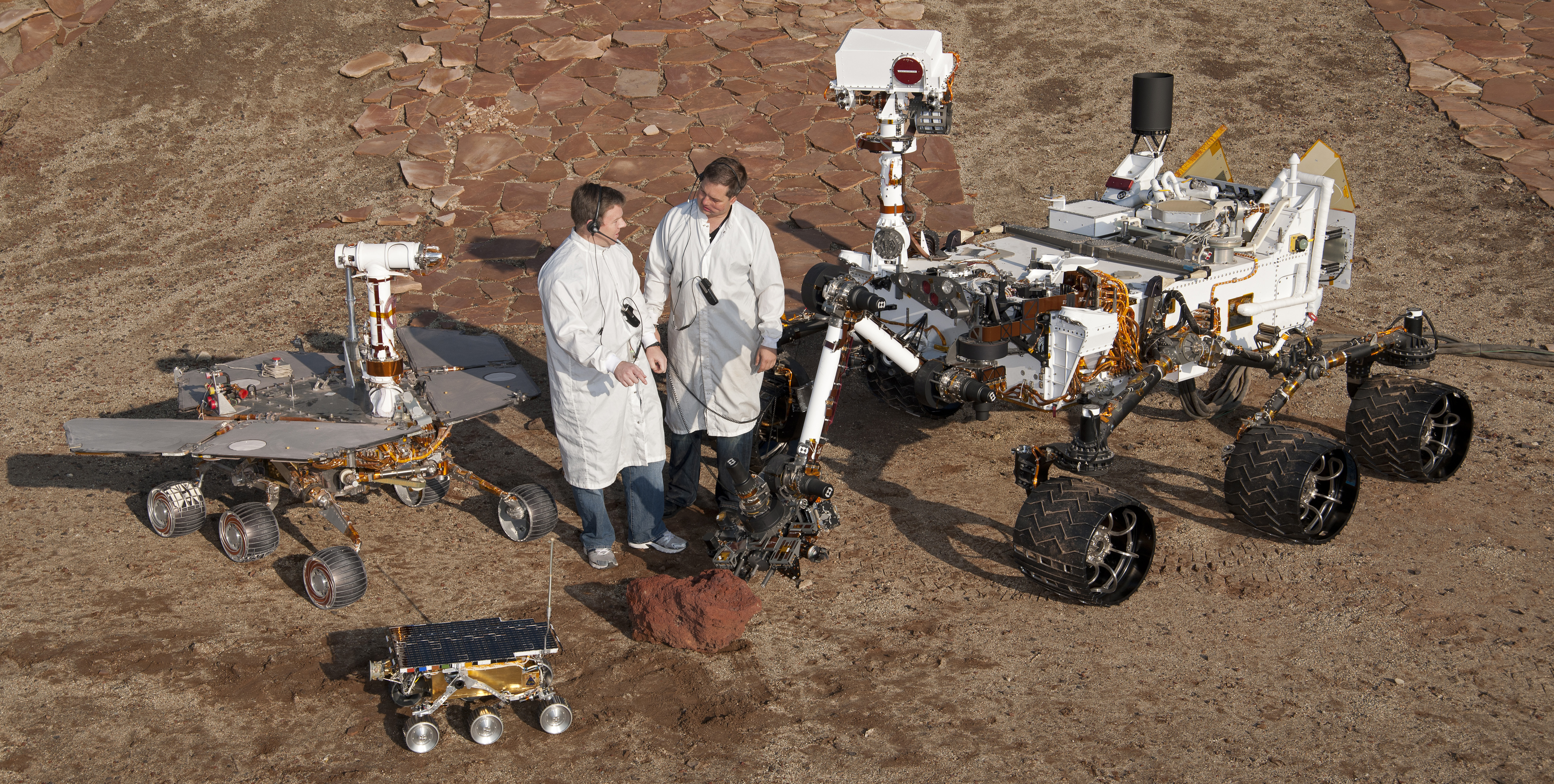
مقایسه سوجورنر ، مریخ‌نورد کاوشگرها و کنجکاوی .
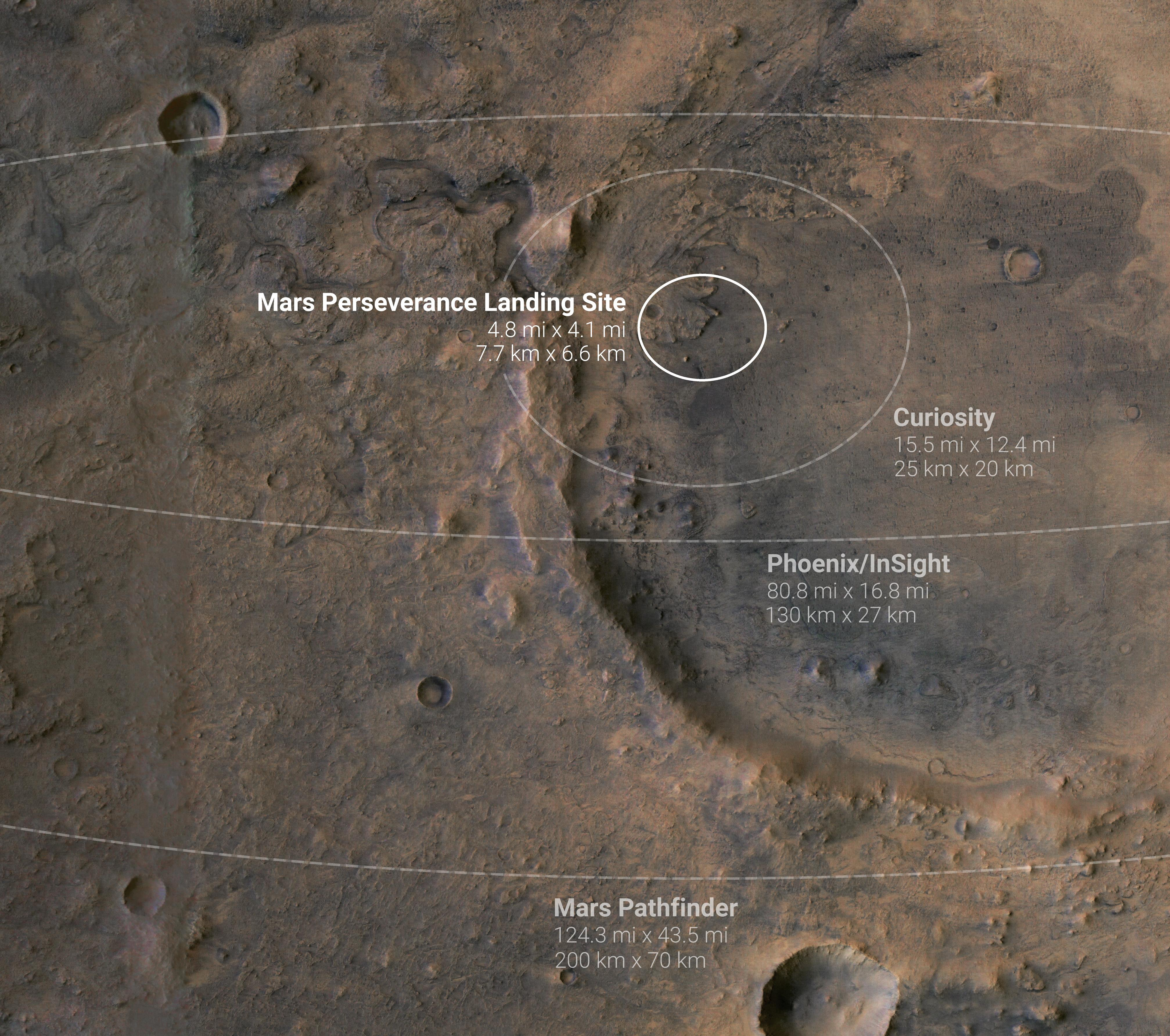
مقایسه محدوده‌های فرود برای Perseverance، Curiosity، این‌سایت، کاوشگر فینیکس و رهیاب مریخ.